# Гантань
Гантань (кит. сталеві кульки)  —  різновид ручної метальної зброї, являє собою металеві кульки, розмір яких варіюється. Гантань застосовувався в Китаї ченцями Шаоліня з епохи династії Сун (960 - 1279 рр.) і принаймні до династії Мін (1368-1644 рр.). Зокрема кульки гантань використовувалися ченцем Фухуа, який жив за часів династії Сун і ченцем даоші, який жив за часів династії Мін. Кульки гантань служили додатковою зброєю і в основному використовувалися для того, щоб дезорієнтувати ворога, а головною метою були незахищені частини тіла: обличчя, очі, руки і ноги. Могли використовуватися спільно з тетанією гун - луком, що стріляє залізними кульками.  В сучасності кульки гантань використовуються переважно як засіб дозвілля і лікування, шляхом їх переміщення в кистях рук.